# 交易員
交易員（Trader），俗稱操盤手，是指通过买卖商品或证券获得价差利润的职业。英文意为交易者。
交易员交易的品种一般有股票、期货、现货等金融品种，交易员是专业的金融市场参与者，比一般普通市场参与者更频繁的交易所以也就更理解市场。按交易品种分类，又可區分為外汇交易员，美股交易员等。
在中国大陆，操盘手是随着证券公司开展自营业务才出现的。其通常是通过金融业中的股票期货基金等市场涨跌为资金方获利而取得报酬的职业，狭义的操盘手主要是指股市方面的操作。

## 相关
- 当冲客
- 交易损失列表